# Метод Вінера — Гопфа
Ме́тод Ві́нера — Го́пфа (англ. Wiener–Hopf method) — метод розв'язування інтегральних рівнянь спеціального типу, що широко використовується в прикладній математиці. Рівняннями Вінера — Гопфа називаються лінійні інтегральні рівняння з різницевим ядром типу
{\displaystyle \beta \varphi (x)=\lambda \int _{0}^{\infty }K(x-s)\varphi (s)\,ds+f(x),}
де {\displaystyle \varphi (x)} — невідома функція; {\displaystyle f(x)}, {\displaystyle K(xs)} — відомі функції, {\displaystyle \lambda ,\beta } — параметри. При {\displaystyle \beta =0} називається рівнянням Вінера-Гопфа 1-го роду, при {\displaystyle \beta =1} називається рівнянням Вінера-Гопфа 2-го роду. Метод розроблений Норбертом Вінером і Ебергардом Гопфом у 1931 році.

## Метод
Для розвя’язування вводяться т. зв. однобічні функції {\displaystyle \varphi _{+}(x)} та {\displaystyle f_{+}(x)}, що дорівнюють {\displaystyle \varphi (x)} и {\displaystyle f(x)} при x>0 і рівні 0 при x<0, та функція {\displaystyle \varphi _{-}(x)}, що дорівнює 0 при x>0. Введення однобічних функцій дозволяє звести інтеграл в цьому рівнянні до інтеграла типу згортки
{\displaystyle \beta \varphi _{+}(x)=\lambda \int _{-\infty }^{+\infty }K(x-s)\varphi _{+}(s)\,ds+f_{+}(x)+\varphi _{-}(x)}.
Таким чином, за допомогою односторонніх функцій область визначення рівняння продовжується на від’ємну піввісь. Застосовуючи перетворення Фур'є
{\displaystyle \varphi ^{\pm }(u)={\frac {1}{\sqrt {2\pi }}}\int _{-\infty }^{+\infty }\varphi _{\pm }(x)e^{iux}dx}, отримуємо лінійне рівняння з двома невідомими функціями.
Для рівняння-образу 
{\displaystyle \varphi ^{+}(u)={\frac {f^{+}+\varphi ^{-}}{\beta -\lambda K^{*}(u)}}}
розв’язується крайова задача Рімана, тобто визначаються функції {\displaystyle \varphi ^{-}} і {\displaystyle \varphi ^{+}}. Розв’язком інтегрального рівняння буде оберненим перетворенням Фур'є функції 
{\displaystyle \varphi ^{+}}: {\displaystyle \varphi (x)={\frac {1}{\sqrt {2\pi }}}\int _{-\infty }^{+\infty }\varphi ^{+}(u)e^{-iux}du}.

## Застосування
Цей метод був розроблений для задачі про дифракцію хвиль на півплощині, знайшов застосування в теорії хвилеводів, в задачах про дифракцію хвиль і перенесення випромінювання. Рівняння ж було отримане при вирішенні задачі радіаційної рівноваги всередині зірок. Також використовується в кібернетиці, при вирішенні задачі виділення, фільтрації корисного сигналу з його суміші з шумом.